# Комитет Совета Федерации по социальной политике

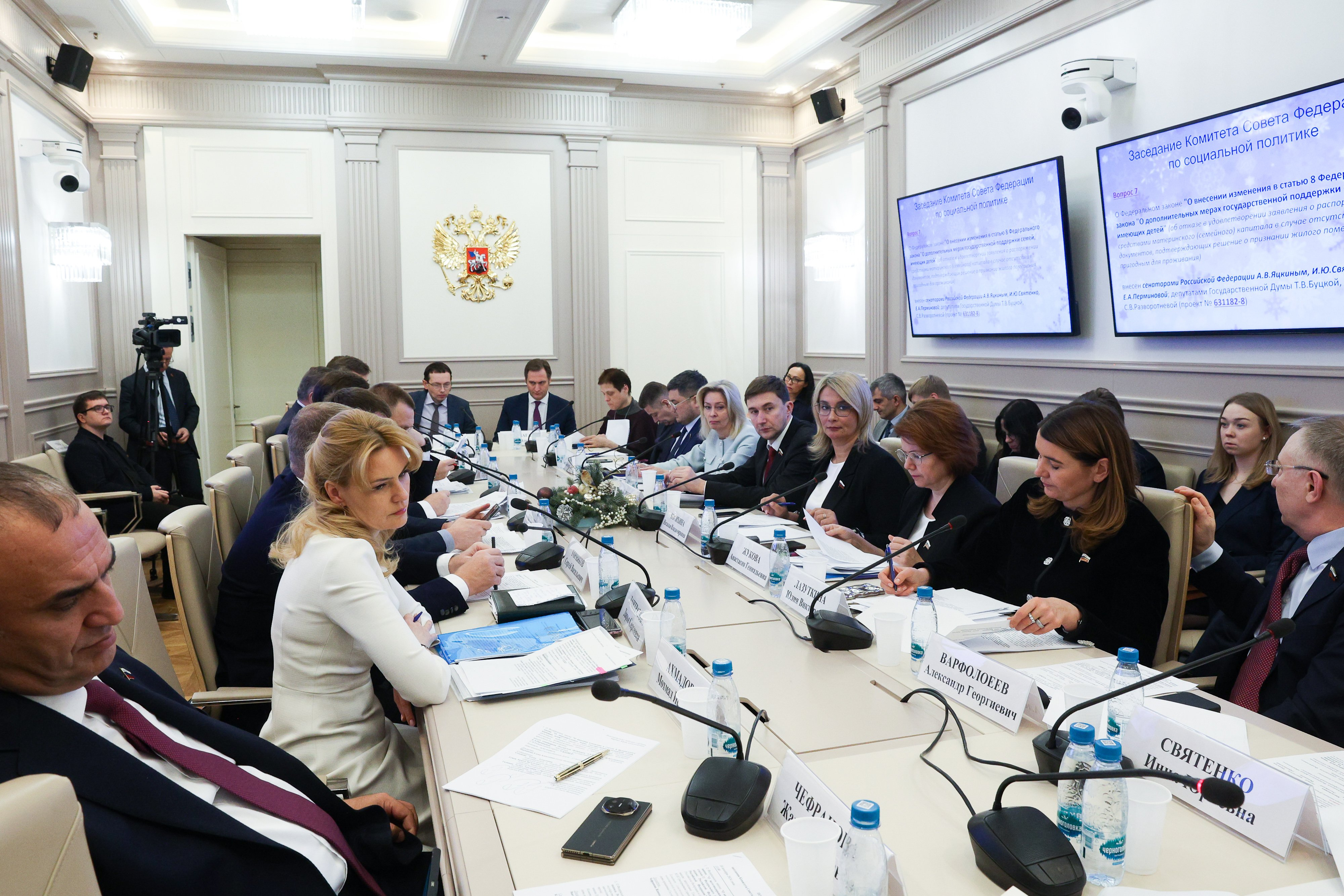
Заседание Комитета по социальным вопросам. На повестке ― запрет использования материнского капитала для приобретения негодного к проживанию жилья.

Комитет Совета Федерации по социальной политике сформирован 25 ноября 2011 года.
В первый этап формирования Совета Федерации (11 января 1994 года — 23 января 1996 года) Комитет носил аналогичное название. На втором этапе формирования (23 января 1996 года — 1 января 2002 года) — Комитет по вопросам социальной политики. В ходе реформирования Совета Федерации в третий период формирования (1 января 2002 года — 25 ноября 2011 года) Комитет стал вновь называться Комитетом по социальной политике, но затем его переименовали в Комитет по социальной политике и здравоохранению (с 30 января 2008 года).
Председатель Комитета — Перминова Елена Алексеевна. В состав Комитета входят 17 сенаторов Российской Федерации — членов Совета Федерации Федерального собрания Российской Федерации.

## Состав Комитета
| №  | Сенатор Российской Федерации | ФИО сенатора | Должность в Комитете | Регион, делегировавший сенатора                                              |
| -- | ---------------------------- | --- | --- | ---------------------------------------------------------------------------- |
| 1  |                              | Перминова Елена Алексеевна (избрана Постановлением СФ от 25 сентября 2023 года, № 575-СФ)                                | Председатель Комитета | Сенатор РФ от исполнительного органа власти Курганской области               |
| 2  |                              | Варфоломеев Александр Георгиевич (избран 1-м заместителем, Постановление СФ от 11 октября 2023 г., № 597-СФ)             | Первый заместитель председателя Комитета | Сенатор РФ от Народного Хурала Республики Бурятия                            |
| 3  |                              | Чефранова Жанна Юрьевна (введена в Комитет Постановлением СФ от 11 октября 2023 года, № 576-СФ)                          | Первый заместитель председателя Комитета (избрана Постановлением СФ от 23 октября 2024 года, № 445-СФ) | Сенатор РФ от исполнительного органа власти Белгородской области             |
| 4  |                              | Ахмадов Мохмад Исаевич                                                                                                   | Заместитель председателя Комитета | Сенатор РФ от Парламента Чеченской Республики                                |
| 5  |                              | Лазуткина Юлия Викторовна                                                                                                | Заместитель председателя Комитета | Сенатор РФ от Законодательного собрания Пензенской области                   |
| 6  |                              | Лантратова Дарья Сергеевна (введена в Комитет на основании Постановления СФ от 25 сентября 2023 года, № 552-СФ)          | Заместитель председателя Комитета | Сенатор РФ от исполнительного органа власти Луганской Народной Республики    |
| 7  |                              | Горняков Сергей Васильевич                                                                                               | Член Комитета | Сенатор РФ, представитель от Волгоградской областной думы                    |
| 8  |                              | Жукова Анастасия Геннадьевна                                                                                             | Член Комитета, Представитель Совета Федерации при Президенте РФ по правам ребёнка (Постановление Совета Федерации от 11 октября 2023 года, № 602-СФ) | Сенатор РФ от Думы Чукотского автономного округа                             |
| 9  |                              | Карякин Сергей Александрович (введён в Комитет на основании пункта 6 Постановления СФ от 25 сентября 2024 года, № 391-СФ | Член Комитета | Сенатор РФ от Государственного совета Республики Крым                        |
| 10 |                              | Кастюкевич Игорь Юрьевич (введён в Комитет на основании Постановления СФ от 25 сентября 2023 года, № 552-СФ)             | Член Комитета | Сенатор РФ от законодательного (представительного) органа Херсонской области |
| 11 |                              | Косихина Наталия Владимировна (введена в Комитет Постановлением СФ от 11 октября 2023 года, № 576-СФ)                    | Член Комитета | Сенатор РФ от Ярославской областной думы                                     |
| 12 |                              | Кужугет Шолбан Артёмович (введён в Комитет Постановлением СФ от 4 июня 2025 года, №202-СФ)                               | Член Комитета | Сенатор РФ от Верховного Хурала Республики Тыва                              |
| 13 |                              | Мельникова Наталья Геннадьевна                                                                                           | Член Комитета | Сенатор РФ от Псковского областного собрания депутатов                       |
| 14 |                              | Новиков Иван Владимирович (введён в Комитет на основании Постановления СФ от 25 сентября 2023 года, № 552-СФ)            | Член Комитета | Сенатор РФ от Архангельского областного собрания депутатов                   |
| 15 |                              | Святенко Инна Юрьевна | Вице-спикер Совета Федерации России Председатель Совета по делам инвалидов при Совете Федерации (Постановление СФ от 11 октября 2023 года, № 594) Председатель Совета по развитию социальных инноваций субъектов РФ (Постановление СФ от 11 октября 2023 года, № 595-СФ) Председатель Совета по региональному здравоохранению (Постановление СФ от 11 октября 2023 года, № 596-СФ) | Сенатор РФ от Московской городской думы                                      |
| 16 |                              | Хачиров Борис Бекмуратович (введён в Комитет на основании пункта 6 Постановления СФ от 25 сентября 2024 года, № 391-СФ)  | Член Комитета | Сенатор РФ от исполнительного органа власти Республики Калмыкия              |
| 17 |                              | Чернышёв Андрей Владимирович                                                                                             | Член Комитета | Сенатор РФ от исполнительного органа власти Иркутской области                |

## Вопросы Комитета
К вопросам ведения Комитета Совета Федерации по социальной политике относятся:
1) государственная социальная политика и социальное развитие;
2) государственная молодёжная политика;
3) государственная политика в области физической культуры и спорта;
4) формирование и исполнение бюджетов государственных внебюджетных фондов;
5) пенсионное страхование и пенсионное обеспечение граждан;
6) социальное страхование граждан;
7) труд и занятость населения, политика доходов, социальное партнерство;
8) социальное обеспечение граждан и социальная поддержка ветеранов, инвалидов, включая адаптацию и реабилитацию;
9) социальное обслуживание отдельных категорий граждан;
10) государственная поддержка граждан, оказавшихся в трудной жизненной ситуации;
11) государственная демографическая политика, поддержка семьи, материнства, отцовства и детства;
12) государственная политика в сфере охраны здоровья граждан;
13) профилактика беспризорности и безнадзорности несовершеннолетних;
14) социальные аспекты миграционной политики;
15) здравоохранение;
16) медицинское страхование;
17) изготовление, оборот и использование лекарственных средств и медицинских изделий;
18) санитарно-эпидемиологическое благополучие населения;
19) лечебно-оздоровительные местности и курорты;
20) государственная поддержка деятельности детских, юношеских и студенческих объединений, молодёжных общественных объединений;
21) государственная поддержка граждан из числа молодежи, оказавшихся в трудной жизненной ситуации;
22) поддержка талантливой молодежи, профессиональная ориентация молодежи;
23) содействие деятельности Палаты молодых законодателей при Совете Федерации Федерального Собрания Российской Федерации ;
24) государственная политика в сфере туризма, формирование правовых основ единого туристского рынка Российской Федерации, а также определение приоритетных направлений развития туризма в Российской Федерации;
25) международное сотрудничество в области туризма;
26) развитие физической культуры и спорта, в том числе массового спорта и спорта высших достижений;
27) государственная поддержка физкультурно-спортивных организаций;
28) международное сотрудничество в области спорта и развития олимпийского движения;
29) предотвращение допинга в спорте и борьба с ним;
30) социально ориентированные некоммерческие организации, занимающиеся деятельностью в области социального обслуживания, социальной поддержки и защиты граждан, здравоохранения, профилактики и охраны здоровья граждан, пропаганды здорового образа жизни, физической культуры и спорта, медицинской реабилитации и социальной реабилитации, социальной и трудовой реинтеграции лиц, осуществляющих незаконное потребление наркотических средств или психотропных веществ, содействия повышению мобильности трудовых ресурсов;
31) добровольчество (волонтерство) в сферах социальной поддержки и защиты граждан, содействия защите материнства, детства и отцовства, профилактики и охраны здоровья граждан, пропаганды здорового образа жизни, физической культуры и спорта, в том числе в части поддержки общественно значимых молодёжных инициатив, проектов, молодёжного движения, молодёжных организаций;
32) социальное предпринимательство.